# ЮАР на зимних Олимпийских играх 1994
ЮАР принимала участие в Зимних Олимпийских играх 1994 года в Лиллехаммере (Норвегия) после тридцатичетырёхлетнего перерыва, во второй раз за свою историю, но не завоевала ни одной медали. Сборную страны представляли один мужчина и одна женщина.

## Фигурное катание
Спортсменов - 1
Мужчины
| Спортсмен          | Вид                       | Короткая программа | Короткая программа | Произволь- ная программа | Произволь- ная программа | Итог | Итог  |
| Спортсмен          | Вид                       | Очки               | Место              | Очки                     | Место                    | Очки | Место |
| ------------------ | ------------------------- | ------------------ | ------------------ | ------------------------ | ------------------------ | ---- | ----- |
| Дино Кваттросесере | Мужское одиночное катание | 11,5               | 23                 | 24,0                     | 24                       | 35,5 | 24    |

## Шорт-трек
Спортсменов - 1
Мужчины
| Спортсмен   | Вид    | Отборочный раунд | Отборочный раунд | Четвертьфинал | Четвертьфинал | Полуфинал | Полуфинал | Финал     | Финал     | Итоговое место |
| Спортсмен   | Вид    | Результат        | Место            | Результат     | Место         | Результат | Место     | Результат | Место     | Итоговое место |
| ----------- | ------ | ---------------- | ---------------- | ------------- | ------------- | --------- | --------- | --------- | --------- | -------------- |
| Синди Мейер | 500 м  | 1.17,18          | 4                | Не прошла     | Не прошла     | Не прошла | Не прошла | Не прошла | Не прошла | 29             |
| Синди Мейер | 1000 м | 1.47,85          | 3                | Не прошла     | Не прошла     | Не прошла | Не прошла | Не прошла | Не прошла | 23             |